# المسيحية في سان مارينو

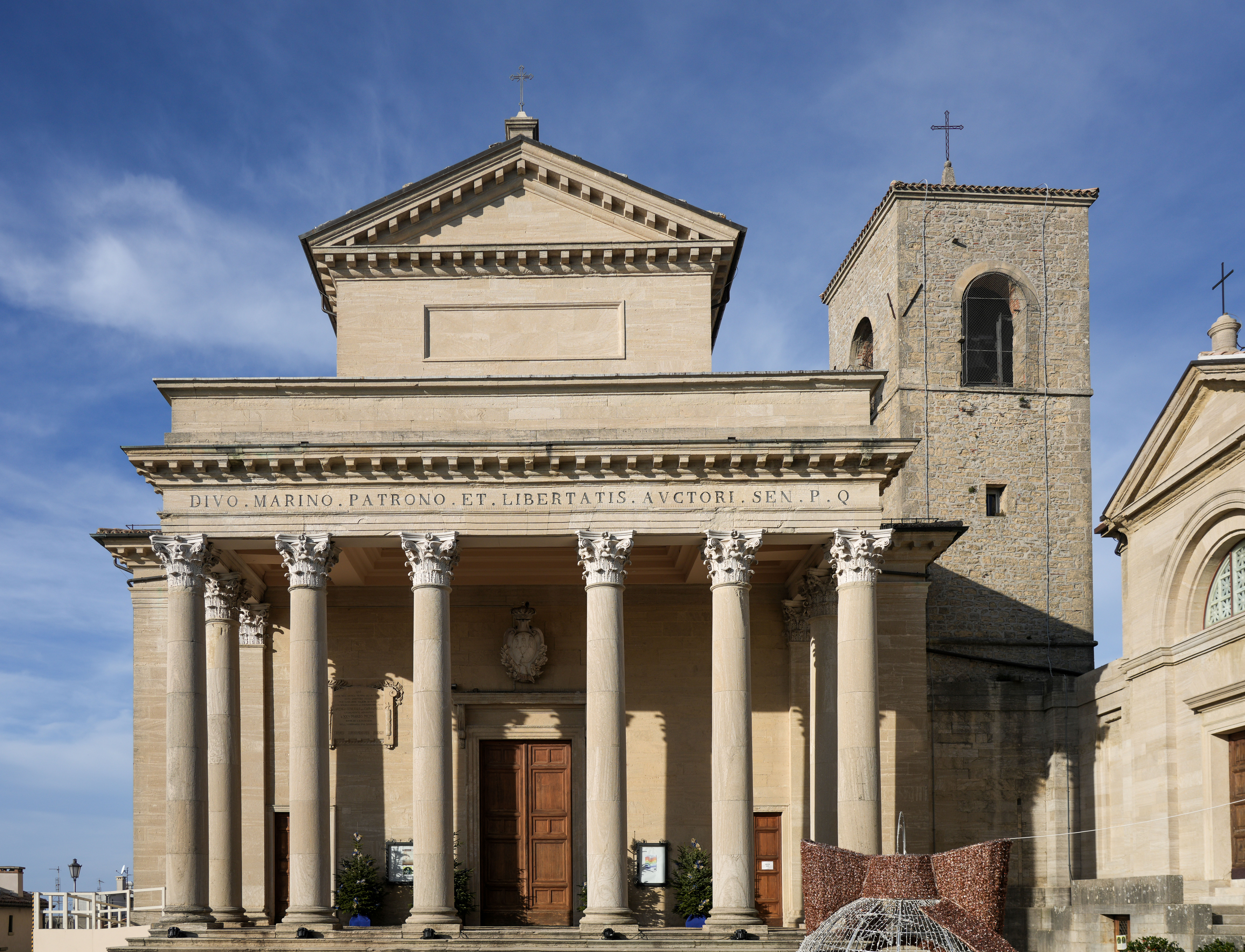
بازيليكا سان مارينو، تحتضن البازيليكا رفات القديس مارينوس مؤسس جمهورية سان مارينو.

تُشكل المسيحية في سان مارينو أكثر الديانات انتشاراً بين السكان، وتعتبر سان مارينو دولة تقطنها غالبيّة ساحقّة من المسيحيين الكاثوليك إذ أكثر من 97% من السكان يعتنق العقيدة الكاثوليكية. منهم 50% يعتبرون أنفسهم ممارسين للكاثوليكية. سان مارينو لها سيادة خاصة في الأبرشيات الإيطالية داخل سان مارينو. على الرغم من أن المذهب المسيحي الرئيسي في سان مارينو هو الكاثوليكية، إلا أن هناك بعض الأقليات من البروتستانت؛ أكبر الجماعات البروتستانتية هم الولدينسيين حيث كان لها حضور تاريخي وعريق في سان مارينو فضلًا عن تجمعات من الكنائس الأرثوذكسية الشرقية والكنائس المسيحية الأخرى.

## الطوائف المسيحية

### الكاثوليكية

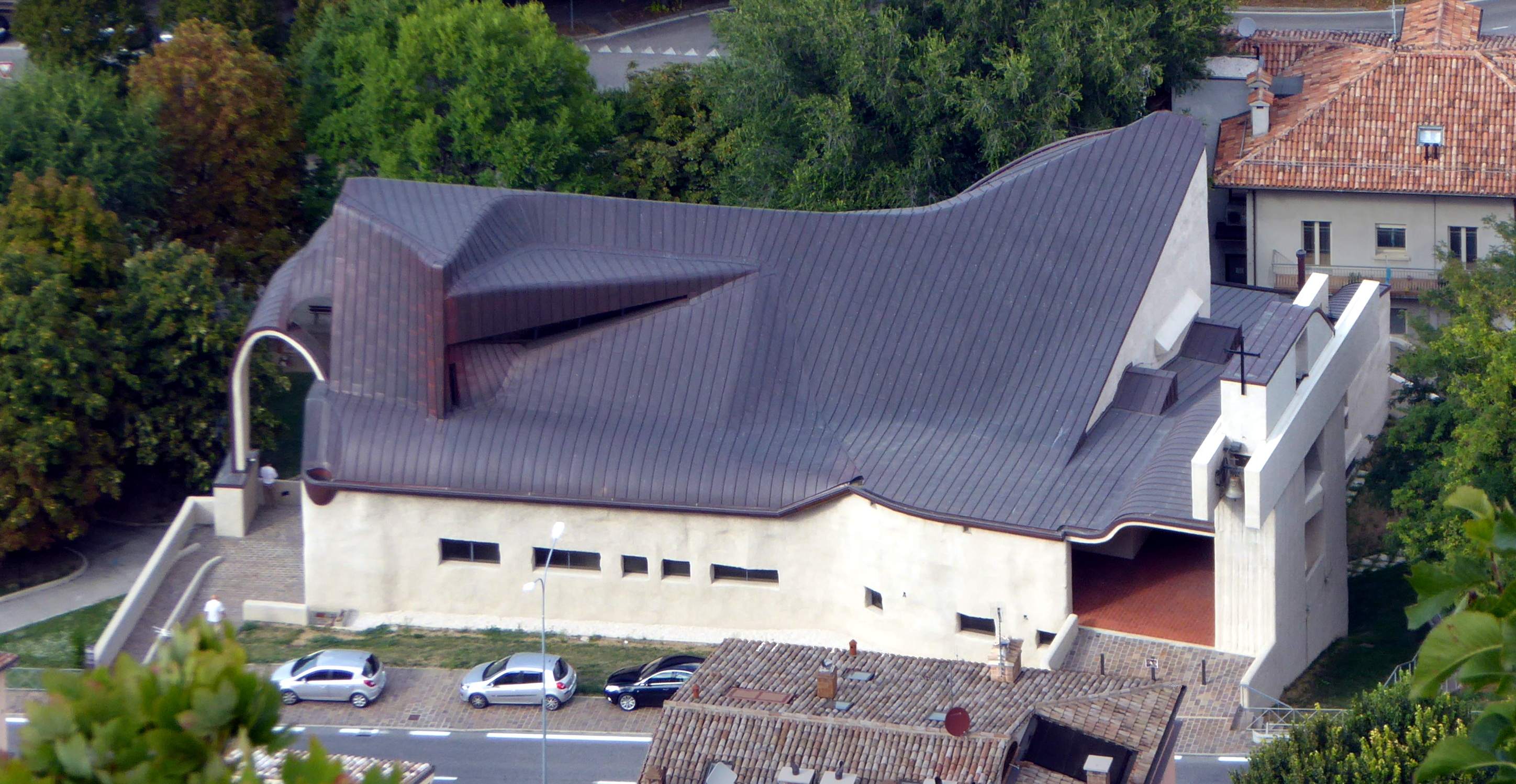
كنيسة سانتواريو ديلا بيتا فيرجين ديلا كونسولازيون الكاثوليكيَّة.

سان مارينو هي دولة كاثوليكية في الغالب حيث أنَّ أكثر من 97% من السكان من أتباع الكنيسة الرومانية الكاثوليكي، ويعتبر ما يقرب من نصف أولئك الذين يعلنون أنهم كاثوليك أنفسهم ممارسين للكاثوليكية. لا تضم البلاد كرسي أسقفي. تاريخياً تم تقسيم مختلف الرعايا في سان مارينو بين أبرشيتين إيطاليتين، وهي في معظمها داخل حدود أبرشية مونتيفيلترو، وجزئياً في أبرشية ريميني. في عام 1977، تم تعديل الحدود بين مونتيفيلترو وريميني بحيث تقع حالياً جميع رعايا سان مارينو ضمن أبرشية مونتيفيلترو. يقيم أسقف سان مارينو في بينابيلي الإيطالية. وعلى الرغم من النظام العلماني في البلاد، هناك حكم بموجب قواعد ضريبة بأنه يحق لدافعي الضرائب الحق في طلب تخصيص 0.3% من ضريبة دخلهم للكنيسة الكاثوليكية أو للجمعيات الخيرية «الأخرى». وتشمل الكنائس المجموعتين الدينيتين من الولدينيسية وشهود يهوه.
سان مارينو هي أقدم دولة ذات سيادة وجمهورية دستورية في العالم، حيث أنها استمرار للمجتمع الرهباني الذي تأسس في 3 سبتمبر 301 على يد الحجار القديس مارينوس من راب. تقول الأسطورة أن القديس مارينوس غادر راب والتي كانت حينها مستعمرة رومانية باسم أربا في 257 عندما أصدر الإمبراطور المستقبلي ديوكلتيانوس مرسومًا بإعادة بناء أسوار مدينة ريميني، والتي كانت قد دمرت على يد القراصنة الليبورنيين. وفقًا للتقاليد المسيحية والثقافة الكاثوليكية يعتبر القديس مارينوس راعي وشفيع جمهورية سان مارينو.
هناك ما لا يقل عن اثني عشر أبرشية، وتعمل في الجمهورية العديد من المنظمات الدينية الكاثوليكية والتي لها حضور مميز في مثل جمعية سيدة التعزية، وجمعية القديس روزاريو نيلا دي فيورنتينو، والرهبنة الكرملية وغيرها وتملك هذه المنظمات العديد من الأديرة والمعاهد الدينية. وتملك سان مارينو العديد من المباني الدينية ذات هيمنة واضحة للإيمان المسيحي التاريخي والثقافي فيها. وعلى الرغم من أن جمهورية سان مارينو خاضت تاريخياً صراعاً ضد السيطرة السياسية للكرسي الرسولي، فإن معظم السكان من الكاثوليك الملتزمين. وتعقد العديد من الاحتفالات الرسمية في سان مارينو في كنيسة سان مارينو الرئيسية، أو الكنيسة الرئيسية في الجمهورية، أو في كنائس أخرى.

### طوائف مسيحية أخرى
تضم الجمهورية على وجود تاريخي عريق لعدد من الأقليات من البروتستانتية والذين يشكلون حوالي 1.1% من السكان؛ وتعد الكنيسة الولدينيسية الإنجيلية أكبر الجماعات البروتستانتية. ويشكل أتباع المذاهب المسيحية الأخرى حوالي 0.7% وينتمي معظمهم إلى الكنائس الأرثوذكسية الشرقية وشهود يهوه.

## ديموغرافيا

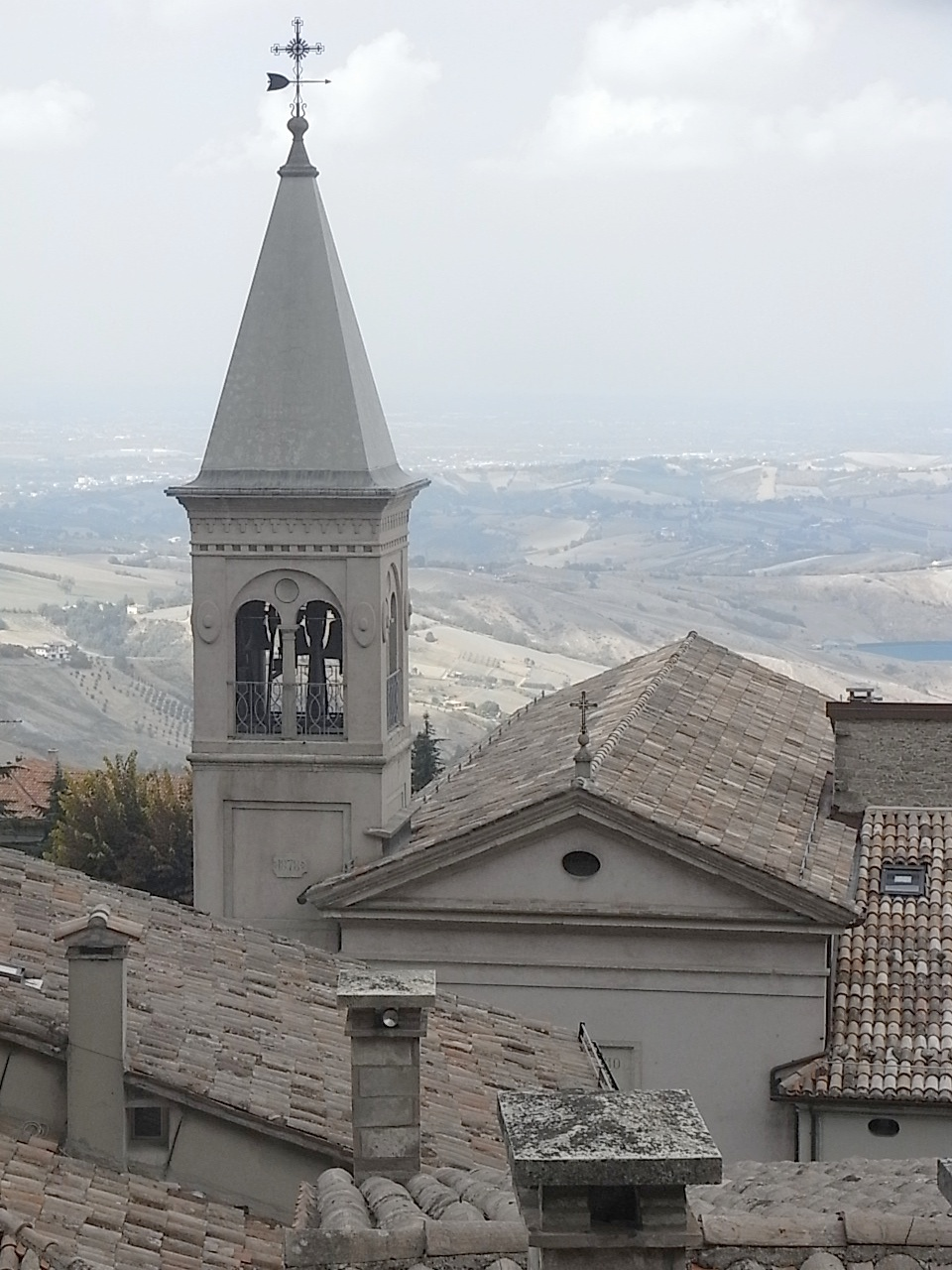
كنيسة الإقتراع الكاثوليكيَّة.

| الديانة           | %     |
| ----------------- | ----- |
| الرومان الكاثوليك | 97.2% |
| البروتستانت       | 1.1%  |
| مسيحيون آخرون     | 0.7%  |
| يهود              | 0.1%  |
| آخرون             | 0.1%  |
| غير متدينون       | 0.7%  |
| لم تتم الإجابة    | 0.1%  |